# Cartes à jouer de sensibilisation à l'archéologie

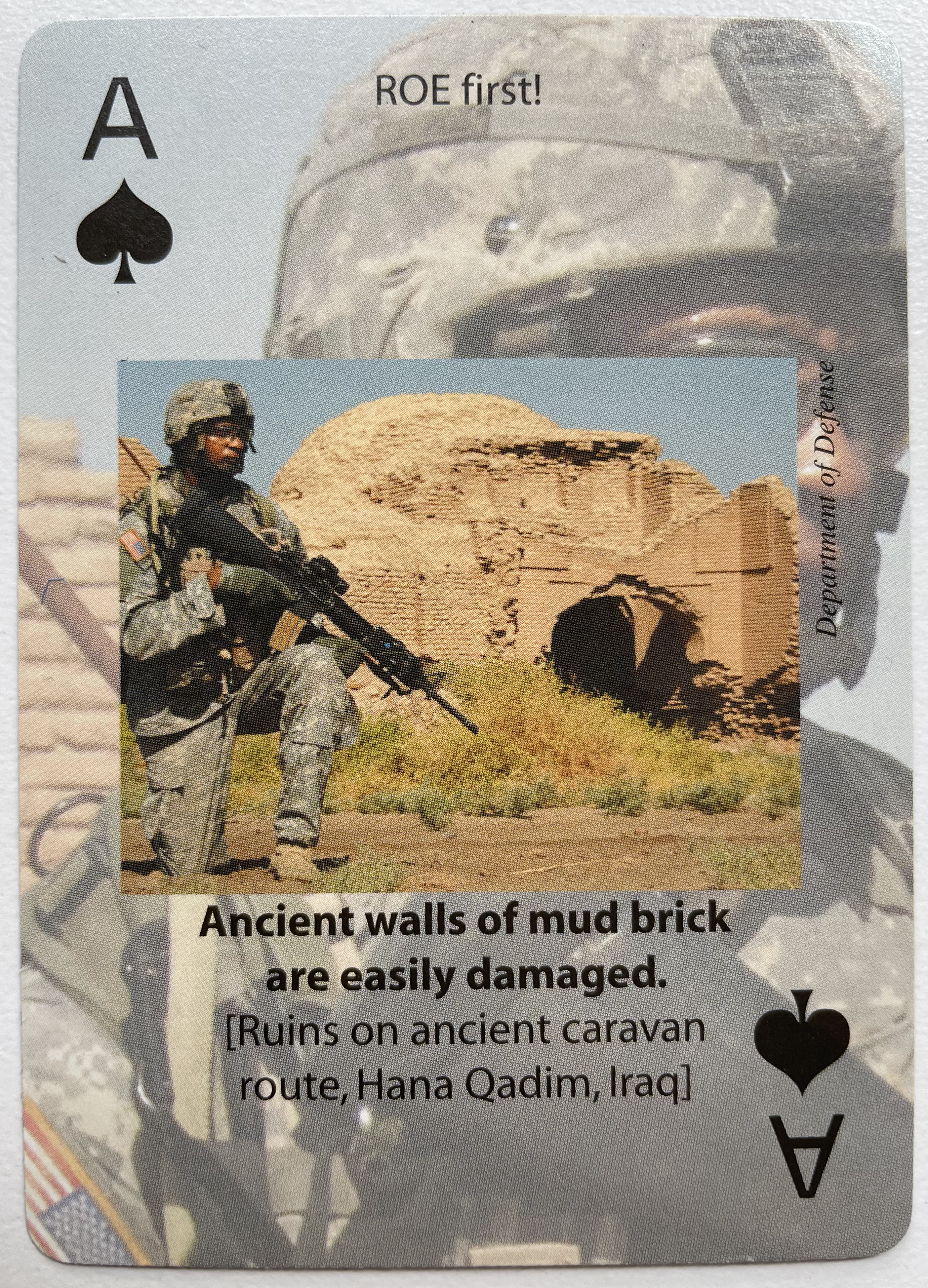
Exemple de cartes.

Les cartes à jouer de sensibilisation à l'archéologie sont un jeu de cartes développé par le département de la Défense des États-Unis, conçu pour éduquer les membres de l'armée américaine servant en Irak et en Afghanistan sur l'importance du respect des monuments anciens, afin d'essayer de préserver le patrimoine culturel national irakien et afghan. Selon Laurie Rush, archéologue à Fort Drum, l'objectif de la publication de ces cartes était double : prévenir les dommages inutiles aux sites anciens et endiguer le commerce illégal d'artefacts en Irak. L'armée reconnaît depuis longtemps que les cartes à jouer éducatives sont un bon moyen de tirer parti du temps que les soldats passent à attendre les ordres.
Elles ont été conçues à la suite du succès des cartes à jouer des Irakiens les plus recherchés (officiellement appelées « cartes à jouer d'identification de personnalité ») qui ont été utilisées lors de l'invasion de l'Irak en 2003 pour aider les membres de l'armée américaine à identifier le personnel recherché du régime baasiste. Environ 40 000 jeux de cartes ont été distribués aux forces américaines. Dans le jeu de cartes sur l'archéologie, chaque couleur a un thème : les carreaux pour les artefacts, les piques pour les fouilles, les cœurs pour « gagner les cœurs et les esprits » et les trèfles pour la préservation du patrimoine.

## Détails des cartes

### Pique
- As ♠ "Les murs anciens en briques de terre sont facilement endommagés."
- Roi ♠ "De nombreux sites du ministère de la Défense aux États-Unis ont des sites archéologiques protégés. Renseignez-vous sur l'installation de votre maison." Lewisburg Furnace, Fort Drum, New York, États-Unis d'Amérique.
- Dame ♠ "Utilisez un moniteur lorsque vous creusez dans des zones archéologiquement sensibles."
- Valet ♠ "Arrêtez de creuser si vous trouvez des artefacts ou des éléments."
- 10 ♠ "Le matériel d'excavation lourd peut causer de graves dommages aux sites archéologiques. Soyez conscient et préparez-vous à vous arrêter."
- 9 ♠ "Le balayage des rotors d'hélicoptères peut endommager les sites archéologiques. À éviter dans la mesure du possible."
- 8 ♠ "Chaque installation du ministère de la Défense a un responsable des ressources culturelles. Appelez le vôtre si vous avez des questions sur l'archéologie, l'histoire ou la culture."
- 7 ♠ "Prendre des photos est une bonne chose. Enlever des artefacts pour en faire des souvenirs ne l'est pas !"
- 6 ♠ "Utilisez votre appareil photo pour documenter les sites archéologiques et historiques."
- 5 ♠ "Un site archéologique pillé signifie que des détails de notre passé commun sont perdus à jamais."
- 4 ♠ "Si possible, remplissez les sacs de sable avec de la terre propre, sans objets fabriqués par l'homme."
- 3 ♠ "Laissez en place les artefacts tels que les poteries cassées ou les briques inscrites."
- 2 ♠ "Dans le climat sec du Moyen-Orient, un mur en briques de terre peut avoir des milliers d'années." Qalai Bost, Afghanistan.

### Trèfle
- As ♣ "Le ministère de la Défense des États-Unis a besoin de votre aide pour protéger les ressources patrimoniales."
- Roi ♣ "Souvenez-vous de ce symbole international pour un SITE CULTUREL PROTÉGÉ."
- Dame ♣ "N'oubliez pas ! L'achat et la vente d'antiquités ne sont pas tolérés par les forces armées américaines."
- Valet ♣ "Les artefacts culturels anciens et les objets d'art sont également des ressources patrimoniales qui doivent être protégées."
- 10 ♣ "Un monticule ou une petite colline dans un paysage par ailleurs plat peut être le signe d'une occupation humaine ancienne." Tell Rimah, Irak.
- 9 ♣ "Les générations futures seront reconnaissantes pour les monuments et les sites épargnés aujourd'hui." Minaret Bent, Grande Mosquée de Mossoul, Irak.
- 8 ♣ "Arrêtez de creuser dès que vous trouvez des murs enterrés, des poteries brisées ou d'autres artefacts. Signalez ce que vous trouvez !" Murs anciens près de la grande ziggurat d'Ur, Irak.
- 7 ♣ "Ce site a survécu pendant dix-sept siècles. Survivra-t-il à vous ?". Arc de Ctésiphon, Irak.
- 6 ♣ "Respectez les ruines dans la mesure du possible. Elles vous protègent, vous et votre histoire culturelle." Minaret de Samarra (Malwiya), Irak.
- 5 ♣ "Roulez autour - et non sur - les sites archéologiques".
- 4 ♣ "Regardez avant de creuser !"
- 3 ♣ "Pas de graffitis ! Dégrader les murs ou les ruines avec des bombes de peinture ou d'autres matériaux est irrespectueux et contre-productif pour la mission"
- 2 ♣ "L'ancien patrimoine irakien fait partie de votre patrimoine. De vieilles histoires disent que Jonas de la bible [sic] a été enterré dans cette colline." (Mosquée Naba Yunis à Mossoul, Irak)

### Cœur
- As ♥ "L'objectif principal de l'archéologie est de comprendre le passé - votre passé."
- Roi ♥ "Si une position est défendable aujourd'hui, elle l'a peut-être été pendant des milliers d'années. Observez les vestiges archéologiques."
- Dame ♥ "Les sites archéologiques sont importants pour la communauté locale. Faire preuve de respect permet de gagner les cœurs et les esprits."
- Valet ♥ "Les anciens locaux peuvent être une bonne source d'information sur le patrimoine culturel et l'archéologie."
- 10 ♥ "Les monuments religieux, tels que les bouddhas de Bamyan en Afghanistan, sont souvent la cible de destructions intentionnelles en période de conflit." Bouddhas de Bâmiyân, province de Bamiyan, Afghanistan.
- 9 ♥ "La tour de Babel de la Bible fait référence à une ziggourat irakienne." Grande Ziggurat d'Ur, Irak.
- 8 ♥ "La civilisation irakienne est née dans le Croissant fertile, entre le Tigre et l'Euphrate. Les humains y ont créé les premiers établissements agricoles il y a plus de 8 000 ans."
- 7 ♥ "L'Irak a été décrit comme le "berceau de la civilisation". Illustration de la salle du trône du palais du Nord-Ouest à Nimroud, en Irak.
- 6 ♥ ''Le plus ancien code juridique complet du monde a été découvert en Irak sur une pierre gravée à l'effigie d'Hammourabi, roi de Babylone, vers 1760 av. J.-C."
- 5 ♥ "La protection des sites archéologiques permet de les préserver pour les générations futures."
- 4 ♥ "La protection de l'art et de l'archéologie relève de la responsabilité de tous les grades au sein d'une unité."
- 3 ♥ "Pour comprendre la signification d'un artefact, il faut le retrouver et l'étudier dans son environnement d'origine." Arsenal de statues sumériennes, Tell Asmar, Irak.
- 2 ♥ "Quatre-vingt-dix-neuf pour cent de l'histoire de l'humanité ne peut être comprise que par l'archéologie". Ruines anciennes à Samarra, Irak.

### Carreau
- As ♦ "L'achat d'objets pillés est interdit. Ces objets seront confisqués s'ils sont découverts."
- Roi ♦ "La statuaire bouddhiste de Hadda en Afghanistan a été lourdement pillée pour être vendue sur le marché illégal."
- Dame ♦ "L'art monumental, comme les bouddhas de Bamyan en Afghanistan, devrait être préservé sur place pour toute l'humanité." Bouddhas de Bâmiyân, province de Bamiyan, Afghanistan.
- Valet ♦ "Comment vous sentiriez-vous si quelqu'un volait sa torche ?" Statue de la Liberté, New York, États-Unis d'Amérique.
- 10 ♦ "La Mésopotamie est considérée comme le berceau de l'écriture. Les tablettes d'argile comme celle-ci en sont la première preuve." Ancienne tablette cunéiforme de Nippur, Irak.
- 9 ♦ "La Joint Interagency Task Force a récupéré plus de 5 000 artefacts, dont celui-ci volé au musée irakien." Masque de Warka.
- 8 ♦ "L'équipe spéciale interagences a récupéré 62 000 objets enlevés au musée irakien dans les années, les mois et les semaines qui ont précédé la guerre."
- 7 ♦ "Les musées sont aussi des victimes de la guerre et doivent être protégés dans la mesure du possible." Musée de Kaboul, Afghanistan.
- 6 ♦ "Des milliers d'objets disparaissent d'Irak et d'Afghanistan. Signalez tout comportement suspect."
- 5 ♦ "Les pillards laissent des trous et des tunnels destructeurs dans les sites archéologiques. Signalez tous les dommages de guerre et les pillages observés."
- 4 ♦ "Signalez à votre officier responsable toute activité de pillage observée ou toute tentative de vente ou d'achat d'objets anciens."
- 3 ♦ "L'achat de "souvenirs" anciens aide à financer les insurgés. Ne les achetez pas !"
- 2 ♦ "Les sceaux cylindriques ressemblent à des morceaux de craie gravés. Comme pour les autres artefacts, ne les achetez pas !" sceaux cylindriques

### Autre
Le jeu contient également d'autres cartes, comme les jokers, qui fournissent des informations supplémentaires sur la préservation du patrimoine.